# Isskogel
L'Isskogel est une montagne qui s’élève à 2 263 m d’altitude dans les Alpes de Kitzbühel, en Autriche.